# Nasty Girl (bài hát của Destiny's Child)
"Nasty Girl" là một ca khúc được trình diễn bởi nhóm nhạc nữ người Mỹ Destiny's Child. Ca khúc được viết bởi Maurizio Bassi, Naimy Hackett, và được sản xuất bởi Beyoncé Knowles và Anthony Dent, trích từ album phòng thu thứ ba của nhóm, Survivor (2001). Ca khúc còn kèm theo phần hát lấy cảm hứng từ bài hát của Salt-n-Pepa, "Push It" và bài hát của Baltimora, "Tarzan Boy."
Ca khúc này đã được chọn để trở thành đĩa đơn quốc tế thứ tư và cuối cùng nhằm quảng bá album của họ, Survivor, được phát hành vào giữa năm 2002. Sau đó, bản phối Maurice's Nu Soul của ca khúc đã được phát hành với tư cách là đĩa đơn thứ hai của album phối lại This Is the Remix (2002) của nhóm. Ca khúc cũng rất thành công như những đĩa đơn trước từ album khi vươn lên vị trí top 10 trong bảng Australian Singles Chart, top 30 ở Đan Mạch, Hà Lan và Thụy Điển. Video ca nhạc cho "Nasty Girl" được đạo diễn bởi Sanaa Hamri.

## Vocals
- Giọng chính: Beyoncé Knowles (2 lời), Kelly Rowland (2 điệp khúc) và Michelle Williams (1 điệp khúc)
- Giọng bè: Kelly Rowland và Michelle Williams

## Video ca nhạc
Video mở đầu với cảnh gương mặt của từng thành viên xuất hiện trong đoạn nhạc mở đầu. Cảnh tiếp đó là cảnh một người người phụ nữ mặc một bộ trang phục màu hồng với mái tóc vàng hoe đang sách một chiếc túi bước xuống đường nhưng bị những người dân khu phố cười nhạo. Vì ăn mặc quá rườm rà, cô đã bị vấp té trong lời hát "Change don't come your way it will come back to you" ("Sự đổi thay sẽ không đến với bạn mà sẽ trở lại với bạn").
Sau đoạn điệp khúc, video chuyển sang hai người phụ nữ đang nói chuyện ở một góc phố và đi ngang qua một người đàn ông đang ăn bánh kẹp gần đó. Hai người đứng gần một anh chàng đã cố đẩy anh đến chỗ những cô gái này, nhưng anh đã bình tĩnh và trò chuyện với một trong những cô gái ấy. Cô nàng này đang cố tình quấn mình kẹo cao su trên tay nhưng miếng kẹo lại dính vào miếng tóc giả của cô, kéo miếng tóc ra khỏi đầu.
Video tiếp tục chuyển sang cảnh một người phụ nữ cùng một người đàn ông trong hộp đêm, nhưng anh chàng này không thích cách cô gái nhảy. Anh cố bình tĩnh nhưng cô gái vì nhảy quá dữ dội nên đã vô tình dùng khuỷu tay của mình va vào mặt của anh chàng kia. Sau đó, cô nàng chảnh chẹ và bỏ đi.
Cảnh tiếp đến chiếu hàng loạt những cô gái xếp hàng chờ trước chiếc máy mang tên "NastyZapper" ("Quấy rối Tan biến"), chiếc máy này giúp những cô gái đẹp hơn với kiểu tóc và phong cách thời trang phù hợp. Destiny's Child cũng xen lẫn xuất hiện trong những cảnh trên khi họ trong một căn phòng màu nâu/vàng cùng nền sau màu vàng. Họ đồng thời còn ngồi ăn bắp rang trong bộ trang phục màu xanh dương, xem các cô gái trong video. Những người phụ nữ được "biến hóa" đã trở lại và cùng vui đùa cùng nhóm trong căn phòng nâu vàng ở khúc cuối.
Video này chỉ được phát sóng ở những kênh âm nhạc ở châu Âu và Úc cùng hai phiên bản: một phiên bản với tên "Bản của Album" và phiên bản mang tên "Maurice's Nu Soul Remix Edit", video này còn sử dụng những cảnh quay khác. Video gốc thì chỉ được xuất hiện trong Đĩa đơn CD ở châu Âu và sau đó không hề xuất hiện trong bất cứ những phát hành khác.

## Định dạng và danh sách ca khúc
Đĩa CD tại châu Âu COL 672446 2
1. "Nasty Girl" (Bản của Album) - 4:17
2. "Nasty Girl" (Maurice's Nu Soul Remix Edit) - 3:59
3. "Nasty Girl" (Azza's Nu Soul Mix) - 5:17
4. "Nasty Girl" (Video ca nhạc)

Đĩa đơn 2 ca khúc tại Anh
1. "Nasty Girl" (Bản chỉnh của Đài phát thanh)
2. "Nasty Girl" (Maurice's Nu Soul Remix Edit) - 3:59

Đĩa đơn Vinyl
1. "Nasty Girl" (Maurice's Nu Soul Remix Edit)
2. "Nasty Girl" (Azza's Nu Soul Mix)
3. "Nasty Girl" (Charlie's Nu Tech dub)
4. "Nasty Girl" (Bản của Album)

## Xếp hạng
| Bảng xếop hạng (2001)           | Vị trí |
| ------------------------------- | ------ |
| Úc (ARIA)                       | 10     |
| Áo (Ö3 Austria Top 40)          | 50     |
| Bỉ (Ultratop 50 Flanders)       | 31     |
| Đan Mạch (Tracklisten)          | 14     |
| Đức (GfK)                       | 36     |
| Hà Lan (Single Top 100)         | 21     |
| New Zealand (Recorded Music NZ) | 46     |
| Thụy Điển (Sverigetopplistan)   | 32     |
| Thụy Sĩ (Schweizer Hitparade)   | 22     |